# Nome de Soped

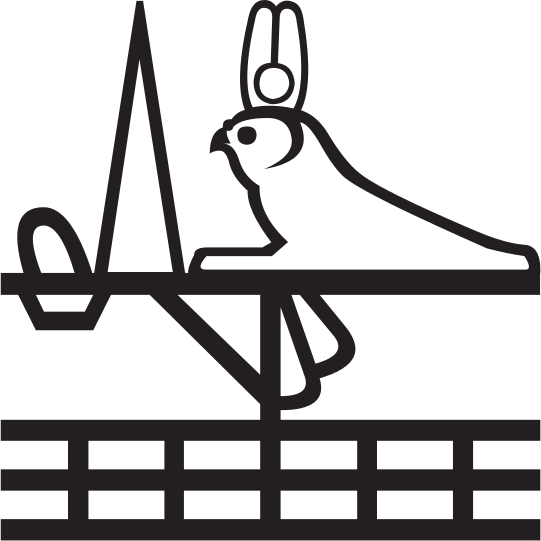
Hiéroglyphe symbole du Nome.

Le nome de Soped (pr-spdw) est l'un des quarante-deux nomes (division administrative) de l'Égypte antique. C'est l'un des vingt nomes de la Basse-Égypte et il porte le numéro vingt.

## Géographie
Ce nome se trouvait sur la branche pélusiaque du Nil. Créé tardivement, le nome était situé entre les nomes supérieur et inférieur de l'Enfant royal à l'ouest, le nome de l'Orient au nord-est et le nome du Harpon à cordes-côté oriental au sud-est.

## Histoire
Ce nome est attesté à partir la XXVe dynastie. La capitale du nome était Pi-Sopdou, aujourd'hui à Saft el-Henneh,. Ce nome s'étendait sur un territoire qui a fait partie auparavant du nome de l'Orient et du nome du Sceptre intact.
Au cours de la guerre entre le koushite Piânkhy et le chef de Saïs Tefnakht, le dirigeant de Pi-Sopdou était l'un des chefs indépendants du Delta et se nommait Patjenfy. Ce dernier ne soutint pas Tefnakht mais préféra un position neutre dans la guerre. Quelques décennies plus tard, lors des guerres entre les Koushites de Taharqa et les Assyriens d'Assurbanipal, le chef de Pi-Sopdou était Peqrour, mais le rôle que joua ce dernier dans les affrontements est incertain. Par la suite, à l'avènement de Tanoutamon et au décès du roi de Saïs Nékao Ier, Peqrour servit d'intermédiaire entre les Assyriens et les Égyptiens.

## Divinités locales

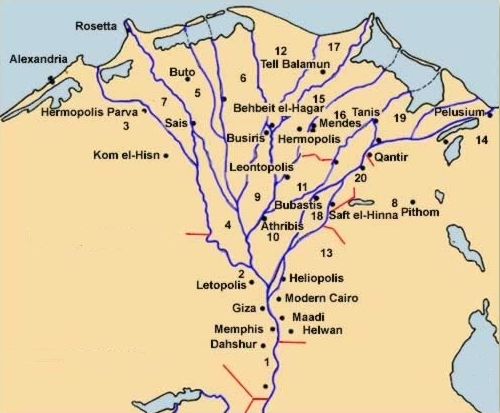
Les nomes de Basse-Égypte

La divinité principale du nome était Sopdou, comme l'indique la capitale du nome, Pi-Sopdou. Il était qualifié de « Seigneur de l'Orient ».

## Lieux principaux
Les frontières du nome ont changé avec le temps, les villes citées ci-dessous ont été identifiées comme faisant partie du nome dans ses frontières ptolémaïques.
- Phakusa
- Saft el-Henneh